# Henry Padovani
Henry Padovani (* 13. Oktober 1952 in Bastia auf Korsika) ist ein französischer Gitarrist, Gründungsmitglied von The Police und The Flying Padovanis, spielte kurze Zeit mit Wayne County & The Electric Chairs und war als Musikproduzent und Manager tätig.

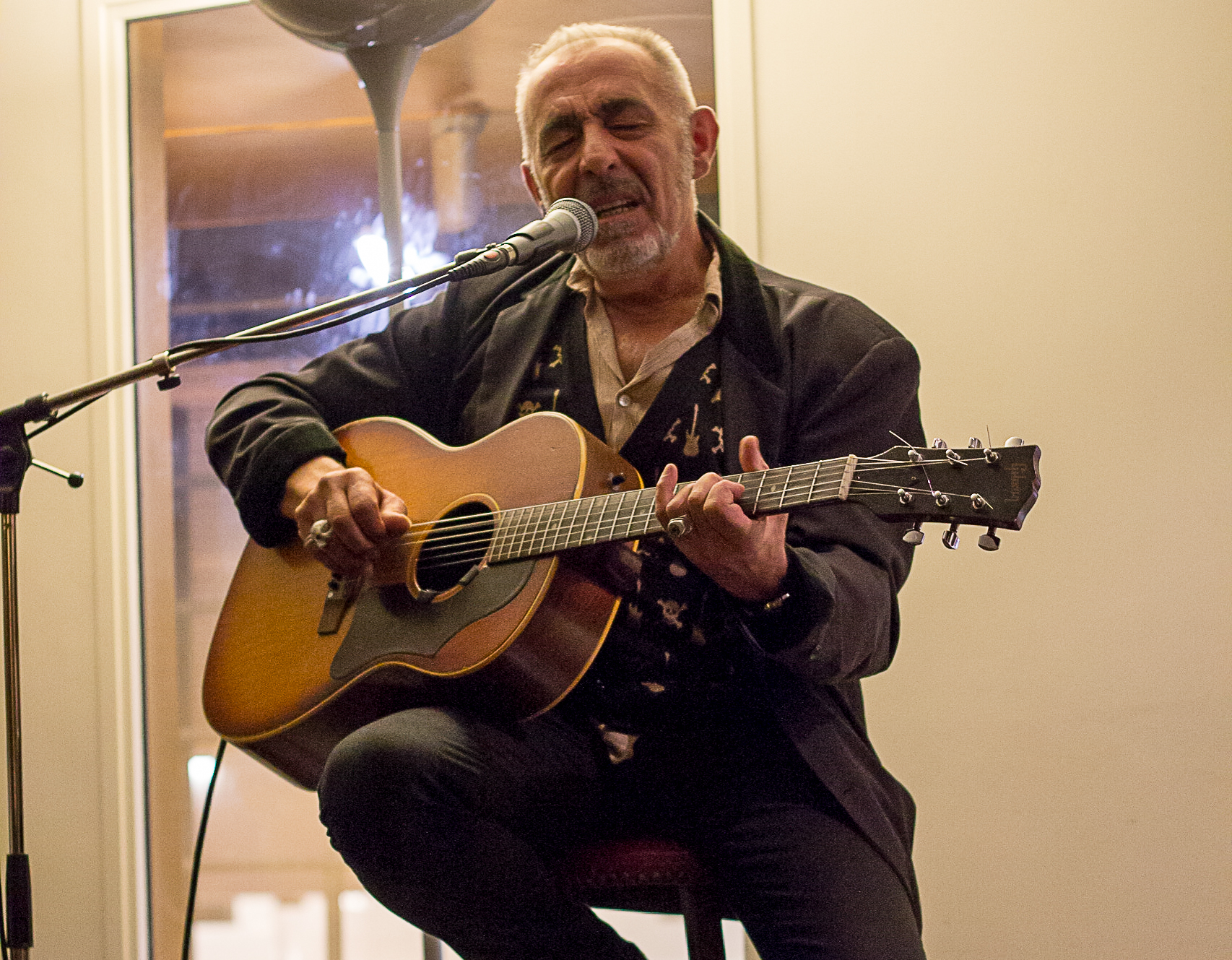
Henry Padovani am 4. Oktober 2016 im Kino Le Luminor während der Präsentation des Films „Rock'n'Roll… Von Korsika!“

## Kindheit und Anfänge
Im Alter von elf Jahren bekam Henry von seinem Onkel eine Gitarre geschenkt, ließ sie vorerst aber drei Jahre unbeachtet. Mit 16 schloss er sich mit Schulfreunden der Band Lapsus an, die englischsprachige Popmusik in örtlichen Dance Clubs spielte. Anstatt 1971 sein Studium an der Universität in Aix-en-Provence anzutreten, arbeitete Henry Padovani als DJ in einem Club.

## Künstlerischer Werdegang
Hier lernte er 1976 Paul Mulligan kennen, besuchte ein Konzert seiner Band The Flaming Groovies, mit einer Einladung nach London endend. Henry Padovani beschloss im Dezember 1976, in England zu bleiben und schloss mit Marc Zermati Freundschaft, der ihn wiederum mit Stewart Copeland bekannt machte.

### Von The Police zu The Flying Padovanis
Padovani jammte mit Stewart Copeland, dessen Bruder Ian Copeland und später Sting in Punk-Clubs, und im Januar 1977 entstand aus diesem Quartett das Trio The Police. The Police hatten zahlreiche Live-Auftritte und hatten bereits nach einigen Monaten mit der von einem unabhängigen Label herausgebrachten Single Fall Out ihren ersten Erfolg. Schon im Juni 1977 wurde Andy Summers Gitarrist der Band.
Im September 1977 schloss sich Henry der Band Wayne County & The Electric Chairs an.
1980 gründete Henry Padovani seine eigene Gitarren-Instrumental-Band The Flying Padovanis mit weiteren Alben/Singles bis 1983 und kleineren (teilweise unveröffentlichten) Produktionen mit anderen Künstlern, darunter dem Song „Cosa Nostra“ auf dem „Johnny Thunders Tributealbum“.

### Musikproduzent & Manager
Zwischen 1984 und 1994 war Padovani Vize-Präsident von Miles Copeland III’s – Bruder von Stewart Copeland und ehemals Manager von The Police – independent Label I.R.S. Records in Paris (1993 von EMI gekauft). Zu den Künstlern von I.R.S. Records zählten unter anderem R.E.M., The Bangles, The Gogos, The Cramps, Wall of Voodoo, Stan Ridgway (ehemals „WoV“-Sänger), William Orbit, Timbuk 3, The Alarm, Doctor and the Medics, The Fleshtones, Concrete Blonde, The Act, The Lords of the New Church und Animal Logic.
Im Mai 1994 lernte er Zucchero kennen und wurde wiederum zusammen mit Miles Copeland von Juni 1994 bis April 2000 Zuccheros Manager. 1997 betreute er auch die korsische Band I Muvrini und brachte, worauf er stolz ist, deren Musik in Radio (als Duett mit Sting) und Fernsehen (Video mit „Sting“ und Laetitia Casta).
Henry Padovani produzierte ab 2002 weitere Künstler, wie die kubanischen „casa de la trova“ (Album „la serenata picante“, Mai 2002).

### Projekte ab 2004
Vom Künstler-Management desillusioniert, beschloss Henry, wieder als Musiker aufzutreten und begann ab Januar 2004 mit den minutiösen Vorbereitungen für sein Soloalbum und den dokumentarischen Musikfilm „La Vie comme elle va“ (2003) mit Jean-Henri Meunier. Die Aufnahmen für das Album endeten 2004 – „A croire que c’était pour la vie“.
Insbesondere erwähnenswert ist die Single „Welcome Home“ (remix), featuring Stewart Copeland und Sting, der ersten informellen Reunion der Ur-Police seit der Aufnahme von „Fall Out“ und „Nothing Achieving“. Manu Katché, Steve Hunter, Glen Matlock (ex Sex Pistols) und Chris Musto sind weitere prominente Gastmusiker.
„Secret Police Man“ ist ein am 25. April 2006 herausgebrachtes (autobiografisches) Buch, das zahlreiche Episoden des „sex, drugs and rock 'n' roll“ Lebensstils im London der späten 1970er-Jahre und der frühen Tage von „The Police“ samt Bildern zum Inhalt hat.
Für Jean Henri Meuniers Film „Ici Najac, à vous la Terre“ und sein Soloalbum schrieb er rund 30 Songs – „Ici Najac, à vous la Terre“ (7. Juni 2006) gehörte am Festival de Cannes zur offiziellen Selektion und wurde 2007 mit dem César ausgezeichnet.
The Flying Padovani's formierten sich Anfang 2007 neu und veröffentlichten das Album „Three for Trouble“, gefolgt von einer Tournee im Sommer 2007, einschließlich eines Auftritts auf dem Fuji Rock Festival in Japan.
Beim Reunion-Concert von The Police im Sommer 2007 in Paris trat Padovani gegen Ende des Konzertes mit auf.
Henry Padovani trat zuweilen gemeinsam mit seinem Freund Rachid Taha live auf.

## Diskografie
Singles mit „The Police“
- 1977 – „Fall Out / Nothing Achieving“
- 2007 – „Welcome Home“ (CD-Single, featuring Stewart Copeland und Sting, ab März in den USA und April in England)

Alben mit Wayne County & The Electric Chairs bzw. Jayne County
- 1978 – „The Electric Chairs“
- 1979 – „Somany Ways / J'attends les marines“ (Single)
- 1979 – „Storm the Gates of Heaven“
- 1980 – „Things Your Mother Never Told You“
- 1982 – „The Best of Jayne / Wayne County & The Electric Chairs“[8]

Alben mit „The Flying Padovanis“
- 1980 – „Vas plus haut / Western Pasta“ (Single)
- 1987 – „They Call Them Crazy“
- 1983 – „Font l'enfer“[9]
- 2004 – „The Flying Padovanis Live“
- 2007 – „Three for Trouble“ (Mai 2007)

Soloprojekte & Kooperationen
- 2001 – „Cosa Nostra“ auf dem „Johnny Thunders Tribute Album“ (Compilation)
- 2005 – „A croire que c'etait pour la vie“ / „When You Believed It Was Forever“
- 2006 – „Ici Najac, à vous la Terre“ (Soundtrack zu Jean Henri Meuniers Film)

## Filmografie
- 2001 – „Campus, le magazine de l’écrit“ (TV-Dokumentation, Folge „Les décennies passent“)
- 2003 – „La Vie comme elle va“ – As Life Goes By (DVD/TV, 9. Juni 2003)
- 2006 – „Ici Najac, à vous la Terre“ (DVD/TV, 7. Juni 2006)
- 2006 – „Everyone Stares: The Police Inside Out“[10]
- 2010 –  „Rock'n'Roll of ... Corse!“ (französischer Dokumentarfilm)[11]